# Triaenodes ignitus
Triaenodes ignitus är en nattsländeart som först beskrevs av Walker 1852.  Triaenodes ignitus ingår i släktet Triaenodes och familjen långhornssländor. Inga underarter finns listade i Catalogue of Life.